# Интернациональный Суфийский Орден
Международный суфийский орден — основан индийским музыкантом и духовным учителем Хазратом Инайят Ханом в 1917 году в Лондоне.
С 1957 года Орден возглавлял сын Инайят Хана, Пир Вилайят Инайят Хан (руководящий центр в Сюрен (предместье Парижа), Франция). В 2004 году после смерти Вилайят Инайят Хана руководство Орденом взял на себя Пир Зия Инайят Хан.

## История
В 1910 году Хазрат Инайят Хан приехал из Индии в США, путешествовал с выступлениями по Америке и Европе, посетил так же Россию в 1913 году.
В 1917 году он основал в Лондоне Международный суфийский орден, который представлял собой суфийское движение, которое объединило людей различных национальностей и религий. Хазрат Инайят Хан стремился преодолеть границы между нациями и различия между религиями.
В Сюрен ((фр. Suresnes), Франция), в возрасте 10 лет Пир Вилайят Инайят Хан незадолго до смерти отца получил благословение стать его преемником. После смерти Хазрата Инайят Хана (1927 г.) основанный им Международный суфийский орден находился под руководством старших членов семьи, это привело к разделению Ордена и Международного суфийского движения на различные независимые группы в Европе и Америке.
Руководство Международным суфийским орденом Пир Вилайят взял на себя в 1957 году. Он вышел из административной структуры Международного суфийского движения и сделал Орден независимым.
Международное суфийское движение также основывается на учении Хазрат Инайят Хана, но существует параллельно. Пир Вилайят считал только Орден истинным наследием своего отца.
В феврале 2000 года он называл Зия Инайят Хана своим преемником и посвятил его в духовные наставники.
В 2004 году Пир Зия возглавил Международный суфийский орден. В том же году Пир Вилаят Хан умер в возрасте 88 лет в доме своего отца в Сюрен, близ Парижа. С тех пор его сын продолжал вести мероприятия и семинары, в том числе летний лагерь в швейцарских Альпах, который существует уже 35 лет.

## Структура и деятельность Ордена
За последние 60 лет под руководством Вилайят Инайят Хана и с 2004 года, его преемника Зия Инайят Хана, орден получил распространение во всем мире (более чем 100 центров в США и значительное количество центров в Европе, так же в Индии, Японии, Австралии, Новой Зеландии, летний лагерь в Швейцарии, в который приезжают люди из многих стран).
Направления деятельности Ордена:
- Универсальное Богослужение. Предназначено для людей всех вероисповеданий и религий, и каждый может участвовать. В процессе службы читаются отрывки из священных книг всех мировых религий, зажигаются свечи в честь всех мировых религий.
- Братство и сестричество. Направление практической суфийской деятельности Ордена. Цель этой деятельности — нести в мир любовь, гармонию и красоту. Исходя из этой мотивации, были созданы и воплощены в жизнь многочисленные проекты, например: бесплатные столовые, центры консультирования о здоровом правильном питании, гомеопатии, психологической помощи и здоровом образе жизни, центры искусства, проект помощи нуждающимся взрослым и детям в Нью-Дели в Индии.
- Целительская деятельность. Касается всех аспектов духовного исцеления. Цель деятельности — оказание поддержки страждущим с помощью божественной силы, молитв и медитаций и поощрение их самовосстановления. Это делается одновременно с основным медицинским лечением.
- Эзотерическая школа. В эзотерической школе посвященные проходят духовное обучение. Предлагается посещать занятия, лекции и медитации. Религиозная принадлежность учеников не имеет значения.
- Группы защиты окружающей среды посредством медитации и молитвы.